# Grotte du Cuzoul des Brasconnies
La grotte du Cuzoul des Brasconnies est une grotte préhistorique située dans le département du Lot, sur le territoire de la commune de Blars.
La grotte appartient à une personne privée et n'est pas visitable.

## Historique
La grotte était connue de Jacques-Antoine Delpon, en 1831, qui signale qu'elle a été découverte récemment, et Édouard-Alfred Martel l'a explorée en septembre 1890. Elle a été visitée en 1897 par Armand Viré, le comte Joachim Murat, sa fille, la comtesse Georgina Murat, le chanoine Edmond Albe et Raymond Pons. Elle a été fouillée à partir du 14 juillet 1923 par Armand Viré, la comtesse Georgina Murat, Jean Lebaudy et son épouse et Joseph Algrain.
Le Dr Cadiergues, de Lacapelle-Marival, a ensuite fouillé la grotte et y a découvert deux petits fragments de poterie portant des inscriptions préhistoriques et protohistoriques.
En 1963, une visite du Spéléo-club de Saint-Céré a amené les traces de peinture sur un mur. Cette découverte a d'abord laissé les découvreurs sceptiques car la grotte avait été déjà plusieurs fois fouillée sans signaler de peinture. D'autres découvertes les ont persuadés que ces peintures étaient anciennes. La proximité de la grotte du Pech Merle range le Cuzoul des Brasconnies parmi les grottes ornées de la vallée du Célé.
La grotte a été inscrite au titre des monuments historiques le 14 avril 1994.

## Description physique
Le Cuzoul des Brasconnies est une grotte située près de la ferme des Brasconies, dont l'entrée est située à une altitude de 300 m environ, au bord extrême d'un plateau qui domine une petite vallée sèche. Il débute par un entonnoir d'érosion d'une trentaine de mètres de longueur et d'une quinzaine de mètres de profondeur. Puis un étroit couloir mène à une sorte d'antichambre, reliée par une galerie très basse à une grande salle qu'Armand Viré avait appelé salle Georgina en 1897. De cette salle part un puits vertical qui conduit à une salle inférieure appelée salle Rupin.

## Les œuvres
L'antichambre et la salle Georgina ont été occupées par les Gaulois. Il y a trouvé un sol tapissé de tessons de poteries et une pointe de lance en fer. Les débris relevés au cours de la fouille de 1923 ont permis de dater l'occupation de la période de Halstatt, entre 900 et 500 avant J.-C.
Des peintures ont été découvertes en 1963. Michel Lorblanchet les date du paléolithique supérieur tandis que l'abbé Glory les classait à l'Âge des métaux, sans doute dans le Halstattien.